# Adriano Castillo
Adriano Castillo Herrera (Santiago, 24 de junio de 1941) es un actor y político chileno. Adriano es principalmente conocido por su personaje Compadre Moncho en la serie televisiva Los Venegas, emitida por Televisión Nacional de Chile entre 1989 y 2011. También por el doblaje a español de la voz de Jon Bónachon ("Jon Arbuckle") en la serie de dibujos animados Garfield y sus amigos, y de Cornelius en la serie Babar. Desde 2016 es concejal por la comuna de Quinta Normal.

## Biografía
Hijo de Manuel Antonio Castillo –de oficio de la construcción– y Juana Rosa Herrera López, creció en matriarcado absoluto, su madre era quien tomaba decisiones en el hogar. En 1947 cuando tenía 6 años de edad sufrió la muerte de su hermano Juan de 5 años de edad por poliomielitis, en aquel entonces no existía la vacuna contra la poliomielitis.
Nacido en Santiago, vivió gran parte de su infancia en Concepción, tras el fallecimiento de su hermano, se trasladó con su familia a la comuna de Quinta Normal, Santiago. A sus 8 años de edad recorría el centro de Santiago, conoció el Café Haití, y por los negocios de su padre se hizo aficionado a la hípica. Hasta el día de hoy es un gran degustador de café y es un fanático de la hípica.
Cursó estudios escolares en el Instituto Nacional José Miguel Carrera y luego estudió la carrera de Química y Farmacia en la Universidad de Chile. Tras no finalizar la carrera, se interesó por el teatro. En su barrio de Quinta Normal se formó un grupo de teatro: El Teatro de la Quinta. Cuando les faltó un actor le pidieron ayuda para interpretar un personaje, a los dos meses le volvieron a pedir ayuda para reemplazar un papel en una obra y fue así sucesivamente, y se dedicó al teatro. En 1965 le dieron un protagónico.
Fue cercano al expresidente Salvador Allende, apoyó sus campañas presidenciales de 1964 y 1970. En febrero y marzo de 1971 fue parte del elenco del Tren Popular de la Cultura. Tras el golpe de Estado de 1973, nunca fue detenido o interrogado, aunque a sus amigos sí, pero lo que hicieron con Adriano fue objetarlo, no le permitieron trabajar en televisión ni en los teatros oficiales, complicando sus oportunidades de generar económicamente.
Adriano se ha casado sólo una vez. Él mismo se considera un hombre que fue muy afortunado y vividor. «Bueno pal carrete» (las fiestas) pero «carretes» de tres días, aunque siempre ha declarado que es lo opuesto al «Compadre Moncho», le gusta la «jarana», pero no como el «Compadre Moncho» que es un irresponsable. Y en política se declara tipo de izquierda igual que su padre.
Es considerado todo un personaje de la cultura popular santiaguina, por su ubicuidad y aspecto inconfundible.
Adriano se casó en 1981, de esa relación nació su hijo Javier, que estudió sociología en la Pontificia Universidad Católica de Chile y que realiza un doctorado en la Universidad de Mánchester. Cuando su hijo tenía 8 años de edad, se separa de su esposa, y a pesar de haberse ido de la casa donde vivía con su hijo, siempre ha tenido una buena relación con él sin perder nunca el contacto.
En 1989, cuando formaba parte del elenco humorístico del programa Éxito, Alfredo Lamadrid quien dirigía el programa, presentó a la vedette argentina nacionalizada chilena Beatriz Alegret como nueva integrante del elenco, allí se conocieron, trabajaron juntos y comenzaron una relación amorosa que ya lleva más de 31 años juntos.
En abril de 2021, en una entrevista en el programa De tú a tú con Martín Cárcamo, Adriano declaró estar feliz junto a Beatriz Alegret, y aseguró que fue un error no haber tenido un hijo con Beatriz, cuando ella cumplió 40 años le contó que quería tener un hijo, pero Adriano ya estaba cumpliendo 60 años y le dijo que no. Y volvió a declarar: «Fue un error no haberle dado un hijo a la mujer de mi vida». También la pareja –Adriano junto con Beatriz– dijeron que no había intenciones de casarse, además que no podían porque Adriano aún estaba casado legalmente con la madre de su hijo Javier.
En octubre de 2021, en el programa Los 5 mandamientos de Martín Cárcamo, Adriano reveló que se había terminado la relación con Beatriz hace algunos meses atrás, «de repente la relación se fue desgastando con los años y llegamos un día a conversar y decidimos terminar la relación», explicó. Días después de la entrevista Beatriz Alegret a través de las redes sociales presentó a su nueva pareja el periodista Sebastián Saldaña, dando a entender que la relación con Adriano se terminó definitivamente.

## Carrera
El personaje más recordado de Adriano Castillo fue el que encarnó en la serie Los Venegas, llamado Alfonso Cabrera, un sinvergüenza que no pierde ocasión para aprovecharse de su amigo, a quien cariñosamente llama "pelao" (Jorge Gajardo). Prueba del éxito de este rol es que el propio Castillo afirma que incluso hoy la gente lo reconoce por el apodo de Cabrera en la serie: "compadre Moncho".
El 21 de marzo de 2019, y tras las pifias contra el presidente Sebastián Piñera en el concierto de Paul McCartney en Santiago, Adriano Castillo a modo de humorada se autoproclamó "Presidente Encargado" de Chile a través de Twitter, tratando de realizar un símil bromista de Juan Guaidó. La broma fue ampliamente celebrada por los internautas, causando furor en redes sociales chilenas, y motivando repetidos intentos de usuarios de Wikipedia para establecer al "Compadre Moncho" como Presidente Encargado de Chile. En el mismo contexto, realizó una "inauguración" de las fiestas patrias, y con ocasión de un viaje a Colombia en 2020 dejó como presidente interino a Don Carter.
El 9 de agosto de 2019, el Instituto de Estudios Humorísticos de la Universidad Diego Portales le hace entrega del Premio Nacional de Humor Jorge "Coke" Délano. En palabras de Rafael Gumucio director de este instituto, “el premio se le entregó a Adriano Castillo por su trabajo en la comedia, en televisión, teatro, publicidad y por ser un hito vivo de la ciudad. Alguien que ha vivido el humor y lo ha llevado al plano de la política, la conversación diaria, convirtiendo a su personaje en arquetipo de chilenidad".
El 10 de marzo de 2023, el Diario El Mercurio y la Pontificia Universidad Católica de Chile, a través de su fundación Conecta Mayor UC, lo reconoció como uno de los 100 líderes mayores del 2023. Este un reconocimiento anual a 100 personas mayores que, con su talento y experiencia, aportan al desarrollo del país y lideran cambios sociales a lo largo de todo Chile. 

## Carrera política
En las elecciones regionales de 2013 se presentó como candidato al consejo regional por las comunas de Vitacura, Las Condes, Lo Barnechea, La Reina, Ñuñoa y Providencia, como independiente respaldado por el Partido por la Democracia (PPD). Sin embargo, a pesar de haber obtenido más de 33 000 votos, cerca del 8 %, no resultó elegido. 
Con posterioridad, ganó un cupo en el Concejo Municipal de Quinta Normal para el período 2016-2021. En esta ocasión se presentó como independiente con apoyo del Partido Radical (PR), fue reelecto como concejal en las elecciones municipales de 2021 para el período 2021-2024.

## Filmografía

### Cine
- Gente decente (2004) - Conserje
- Aguas milagrosas (2007)
- Pacto fúnebre (2009) - La muerte
- Post mortem (2010) - Animador del "Bim Bam Bum"
- 40 años, 40 voces (2013) - Adriano Castillo
- Chicos de otro planeta (2013)[24] - Psicólogo
- El tren popular de la cultura (2016) - Adriano Castillo

### Series y unitarios
- La pensión "Cómo nos cambia la vida" (Teleonce, 1980)
- Teatro y en el teatro (Teleonce, 1980) - Varios personajes
- El nuevo teatro de José Vilar (TVN, 1981) - Varios personajes
- No voten por mí (Coco Legrand, 1988) - Señor Rubilare
- Éxito (Canal 13, 1989) - Varios personajes
- Los Venegas (TVN, 1989-2011) - Alfonso "Compadre Moncho" Cabrera
- Infieles (CHV, 2005-2014) - Varios personajes
- Casado con hijos (Mega, 2007) - Animador del bingo
- Huaiquimán y Tolosa (Canal 13, 2008) - Dueño de cabaret
- Transantiaguinos (Canal 13, 2008) - Mario Cobretti
- La colonia (Mega, 2011) - El Duende
- Los Contreras (TVN, 2011) - Invitado
- Más que un club (TVN, 2015)
- El presidente (Amazon Prime Video, 2020) - Jefe de Garzones

### Videoclips
- Cirugía (Feria).
- Como Zapato (Revolución Somoza).
- El Diablo (Dj Bitman).
- Me vuelves crazy (Pepe Derby).
- Mote con Huesillo (Sexual Democracia).

### Doblajes
- Garfield y sus amigos (Canal 13, 1988-1990) - Jon Bónachon / Binky[25] / Floyd, el ratón[26]
- Babar (Canal 13, 1989-1993) - Cornelio

### Telenovelas
| Teleseries | Teleseries                     | Teleseries          | Teleseries |
| Año        | Teleserie                      | Rol                 | Canal      |
| ---------- | ------------------------------ | ------------------- | ---------- |
| 1985       | El prisionero de la medianoche | Rufián              | Canal 13   |
| 1985       | La trampa                      | Bonnie              | Canal 13   |
| 1987       | La última cruz                 | Moisés              | Canal 13   |
| 2003       | Amores urbanos                 | Salvatore           | Mega       |
| 2011       | Peleles                        | José Santos Cabrera | Canal 13   |

### Comerciales
- Súper Crédito Michaely (1984) - El Zorro.
- Cervezas Brahma (2011) - Compadre Moncho.
- Margarina Sureña (2015) - Compadre Moncho.

### Programas de televisión
- Sábados gigantes (Canal 13, 1978-1980) - Varios personajes.
- Dudo (Canal 13C, 2013) - Invitado.
- Más vale tarde (Mega, 2015) - Invitado.
- La divina comida (Chilevisión , 2017) - Participante anfitrión.
- MasterChef Celebrity Chile (Canal 13, 2020) - Participante.

## Cómics
- Compadre Moncho (Mythica Ediciones, 2018) - Protagonista. Guiones por Kobal y Sebastián Castro Xebatrocas. Dibujos de Hugo Aramburo[27]

## Historial electoral

### Elección de consejeros regionales de 2013 (Santiago IV)
- Esta circunscripción provincial está compuesta por las comunas de Ñuñoa, Providencia, Las Condes, Vitacura, Lo Barnechea y La Reina.

| Candidatos                    | Candidatos | Candidatos          | Partido | Votos  | %     | Resultado |
| Todos a La Moneda             | A-100      | Alfredo Esquivel    | ILA     | 9845   | 2,25  |           |
|                               | A-101      | Jorge Ortíz         | ILA     | 3903   | 0,89  |           |
| PRI Movimiento Regionalista   | D-102      | Tomás Arriagada     | ILD     | 3655   | 0.83  |           |
|                               | D-103      | María Teresa Cortés | ILD     | 4037   | 0,92  |           |
|                               | D-104      | Héctor Muñoz        | ILD     | 1320   | 0,3   |           |
| Nueva Mayoría por Chile       | G-105      | Raúl Álvarez        | PPD     | 16 381 | 3,74  |           |
|                               | G-106      | Adriano Castillo    | ILG     | 33 333 | 7,6   |           |
|                               | G-107      | Rafael Walker       | ILG     | 11 314 | 2,58  |           |
| Nueva Constitución para Chile | H-108      | Francisco Cornejo   | IGUAL   | 8062   | 1,84  |           |
|                               | H-109      | Leonor Concha       | ILH     | 6417   | 1,46  |           |
| Si tú quieres, Chile cambia   | I-110      | Nicolás Menare      | PRO     | 17 821 | 4,06  |           |
|                               | I-111      | Daniel Flores       | ILI     | 4358   | 0,99  |           |
|                               | I-112      | Mariano Montt       | ILI     | 2274   | 0,52  |           |
|                               | I-113      | Manuel Lobos        | ILI     | 1983   | 0,45  |           |
| Alianza                       | J-114      | Franco Sabat        | RN      | 85 217 | 19,43 | Consejero |
|                               | J-115      | Karin Luck          | RN      | 41 411 | 9,44  | Consejera |
|                               | J-116      | Roberto Lewin       | UDI     | 45 572 | 10,39 |           |
|                               | J-117      | Ignacio Ruiz-Tagle  | ILJ     | 63 405 | 14,46 | Consejero |
| Nueva Mayoría para Chile      | K-118      | Marco Undurraga     | PS      | 18 062 | 4,12  |           |
|                               | K-119      | Rodrigo Van Bebber  | PS      | 6206   | 1,42  |           |
|                               | K-120      | Mariana Aylwin      | PDC     | 47 164 | 10,76 | Consejera |
|                               | K-121      | Jacqueline Saintard | PDC     | 6790   | 1,55  |           |

### Elecciones municipales de 2016
- Elecciones municipales de 2016, para el concejo municipal de Quinta Normal.[29]

| Candidato                | Pacto                    | Partido | Votos | %    | Resultado |
| ------------------------ | ------------------------ | ------- | ----- | ---- | --------- |
| Francisco Duarte Díaz    | Nueva Mayoría            | DC      | 2002  | 8,85 | Concejal  |
| Luis Díaz Espinoza       | Nueva Mayoría            | PC      | 1282  | 5,67 | Concejal  |
| Sandra González Zamorano | Nueva Mayoría            | PPD     | 1237  | 5,47 | Concejala |
| Natalia Silva Herrera    | Chile Vamos              | RN      | 1032  | 4,56 | Concejala |
| Marta Landeros Gallardo  | Chile Vamos              | RN      | 785   | 3,47 | Concejala |
| Adriano Castillo Herrera | Con la Fuerza del Futuro | Ind.    | 854   | 3,78 | Concejal  |
| Lorenzo Mora Moraga      | Chile Vamos              | UDI     | 724   | 3,20 | Concejal  |
| Marcos Marin Valencia    | Nueva Mayoría            | DC      | 635   | 2,81 | Concejal  |

### Elecciones municipales de 2021
- Elecciones municipales de 2021, para el concejo municipal de Quinta Normal[30]

| Candidato                      | Pacto                         | Partido | Votos | %    | Resultado |
| ------------------------------ | ----------------------------- | ------- | ----- | ---- | --------- |
| Eduardo Valdés San Martín      | Independiente                 | Ind.    | 3517  | 8,73 | Concejal  |
| Yohanna Cáceres Lloncon        | Unidad por el Apruebo         | PS      | 2303  | 5,72 | Concejala |
| Matilde Pérez Ravelo           | Chile Digno, verde y soberano | PCCh    | 1795  | 4,46 | Concejala |
| Adriano Castillo Herrera       | Radicales e Independientes    | Ind.-PR | 1606  | 3,99 | Concejal  |
| Sebastián Alburquenque Garrido | Unidad por el Apruebo         | Ind.    | 1394  | 3,46 | Concejal  |
| Javiera López Riffo            | Chile Digno, Verde y Soberano | PCCh    | 1354  | 3,36 |           |
| Margarita Ruz Olivares         | Unidos por la Dignidad        | DC      | 1343  | 3,33 | Concejala |
| Natalia Silva Herrera          | Chile Vamos                   | Evopoli | 1294  | 3,21 |           |
| Alejandro Reyes Córdova        | Unidad por el Apruebo         | PS      | 1261  | 3,13 |           |
| Antonieta Flores Miranda       | Frente Amplio                 | Ind.    | 1259  | 3,13 | Concejala |
| Mauricio Bustos Macker         | Unidad por el Apruebo         | PPD     | 1148  | 2,94 |           |
| Sebastián Duarte Vergara       | Unidos por la Dignidad        | PRO     | 1170  | 2,90 |           |
| Estefanía Campos Figueroa      | Frente Amplio                 | Comunes | 1145  | 2,84 |           |
| Rodolfo Pinto Farías           | Unidos por la Dignidad        | PDC     | 1041  | 2,58 |           |
| Javier Robles Bernal           | Unidos por la Dignidad        | PR      | 1012  | 2,51 |           |
| Nicolás Jaramillo Méndez       | Chile Vamos                   | UDI     | 991   | 2,46 | Concejal  |

## Premios y nominaciones
- 2019 - Premio Nacional de Humor de Chile
- 2023 - Líderes Mayores 2023